# 라이베리아 국가 올림픽 위원회
라이베리아 국가 올림픽 위원회(영어: Liberia National Olympic Committee)는 라이베리아를 대표하는 국가 올림픽 위원회이다. IOC 코드는 LBR이다. 본부는 몬로비아에 있으며 아프리카 국가 올림픽 위원회 연합에 소속되어 있다.
1954년에 설립되었으며 1955년에 국제 올림픽 위원회의 승인을 받았다. 올림픽, 올아프리카 게임을 비롯한 국제 스포츠 대회에 참가하는 라이베리아의 선수들을 대표한다.